# Андорра на зимних Олимпийских играх 1984
Андорра принимала участие в Зимних Олимпийских играх 1984 года в Сараево (Югославия) в третий раз, но не завоевала ни одной медали. Страну на Играх представляли 2 горнолыжника.

## Результаты соревнований

#### Горнолыжный спорт
Мужчины
| Соревнование      | Спортсмены      | Скоростной спуск/ 1 спуск | Слалом/ 2 спуск | Всего   | Место |
| ----------------- | --------------- | ------------------------- | --------------- | ------- | ----- |
| Скоростной спуск  | Альберт Льовера |                           |                 | 1:57,88 | 48    |
| Скоростной спуск  | Жорди Торрес    |                           |                 | 1:59,06 | 50    |
| Гигантский слалом | Альберт Льовера | DNF                       | —               | —       | —     |
| Гигантский слалом | Жорди Торрес    | DNF                       | —               | —       | —     |
| Cлалом            | Альберт Льовера | DNF                       | —               | —       | —     |
| Cлалом            | Жорди Торрес    | DNF                       | —               | —       | —     |